# JAmiga
A JAmiga egy nyílt forráskódú Java virtuális gép az Amiga platformra (AmigaOS (68k), AmigaOS 4 (PPC), AROS and MorphOS) (amely implementálja a Java Runtime Environment 1.5-öt és néhány funkciót az 1.6-ból). Szabad szoftverként adják ki a GNU General Public License (GPL) alatt. A következő nyelveken fejlesztik: C, C++ és Java, valamint felhasználják a GNU Classpath-t.

## Történet
A JAmiga egy az alapoktól újraírt Java virtuális gép Amigára, tehát nem része vagy portja valamely meglévő megoldásnak. A 0.0.x változatok az alfa-verziók, míg a 0.x.x a béta.
- 2003-ban csak forráskód publikálás történt 0.0.0.0.0.x verziók alatt.
- 2004. január 24-én jelent meg a 0.0.1 alfaverzió AmigaOS 3.x-re.[3]
- 2004. május 30-án publikálták a 0.0.3-as alfaverziót AmigaOS 3.x-re.[3]
- 2005. május 19-én adták ki a 0.0.5 pre-alfa változatot[4] AmigaOS 3.x-re és MorpOS-re.[5]
- 2010. június 5-én adták ki a 0.0.6 verziót.[6]
- 2013. július 25-én megjelent a 0.1.0-ás első bétaverzió AmigaOS 4-re.[7]
- 2014. január 6-án kiadták az 1.2 teljes verziót AmigaOS 4-re.[7]

## Fordítás
Ez a szócikk részben vagy egészben  a   JAmiga című angol Wikipédia-szócikk ezen változatának fordításán alapul.  Az eredeti cikk szerkesztőit annak laptörténete sorolja fel. Ez a jelzés csupán a megfogalmazás eredetét és a szerzői jogokat jelzi, nem szolgál a cikkben szereplő információk forrásmegjelöléseként.